# Chaerophyllum meoides
Chaerophyllum meoides är en flockblommig växtart som först beskrevs av Otto Stapf och Richard von Wettstein, och fick sitt nu gällande namn av Minosuke Hiroe. Chaerophyllum meoides ingår i släktet rotkörvlar, och familjen flockblommiga växter. Inga underarter finns listade i Catalogue of Life.